# Фик (город)
Фик (сомал. Fiiq) — город на востоке Эфиопии, в зоне Фик региона Сомали. Административный центр одноимённого района (ворэды). Расположен на высоте 1228 м над уровнем моря.
По данным Центрального статистического агентства Эфиопии на 2005 год население города составляет 12 911 человек, из них 6932 мужчины и 5979 женщин. По данным прошлой переписи 1997 года население насчитывало 8656 человек, из них 4580 мужчин и 4076 женщин. 99,03 % населения составляли сомалийцы.